# Wolfgang Wüster
Wolfgang Wüster es un herpetólogo y profesor sénior en zoología en la Universidad de Bangor, Reino Unido.
En 1985, Wüster obtuvo su licenciatura por la Universidad de Cambridge; y, en 1990, su doctorado por la Universidad de Aberdeen. Sus áreas primarias de búsquedas son sistemática y ecología de serpientes venenosas y su evolución. 
Ha escrito casi cien artículos científicos en varios temas herpetológicos; y, fue editor científico para The Herpetological Journal (2002–2009), la publicación científica de la Sociedad británica herpetológica. Rutinariamente hace investigaciones de campo en muchos lugares del mundo, y ha trabajado con otros herpetólogos tales como los Dres. Bryan Grieg Fríe de la Unidad Australiana de Serpientes; y, Joe Slowinski. Sus investigaciones han permitido una reorganización importante de la taxonomía de cobras.

## Algunas publicaciones
- 1997. Venomous Snakes: Ecology, Evolution, and Snakebite, Issue 70. Oxford science publications, v. 70 de Symposia of the Zoological Soc, ISSN 0084-5612 Editores Roger S. Thorpe, R. S. Thorpe, Wolfgang Wüster, Anita Malhotra, Zoological Society of London. Ed. ilustrada, reimpresa de Zoological Society of London, 276 p. ISBN 0198549865, ISBN 9780198549864

- 1990. Population Evolution of the Asiatic Cobra (Naja Naja) Species Complex. Publicó University of Aberdeen.

## Abreviatura (zoología)
La abreviatura Wüster  se emplea para indicar a Wolfgang Wüster como autoridad en la descripción y taxonomía en zoología.